# Kanton Valenciennes-Sud
Kanton Valenciennes-Sud (francouzsky Canton de Valenciennes-Sud) je francouzský kanton v departementu Nord v regionu Nord-Pas-de-Calais. Tvoří ho 16 obcí.

## Obce kantonu
- Artres
- Aulnoy-lez-Valenciennes
- Famars
- Haulchin
- Hérin
- La Sentinelle
- Maing
- Monchaux-sur-Écaillon
- Oisy
- Prouvy
- Quérénaing
- Rouvignies
- Thiant
- Trith-Saint-Léger
- Valenciennes (jižní část)
- Verchain-Maugré